# Choriactis crassoides
Choriactis crassoides är en havsanemonart som beskrevs av Ferdinand Albin Pax 1922. Choriactis crassoides ingår i släktet Choriactis och familjen Sagartiidae. Inga underarter finns listade i Catalogue of Life.